# Gilów (Basse-Silésie)
Pour les articles homonymes, voir Gilów.
Gilów est une localité polonaise de la gmina de Niemcza, située dans le powiat de Dzierżoniów en voïvodie de Basse-Silésie.

## Histoire
De 1742 à 1945, Girlachsdorf fait partie de l'arrondissement de Reichenbach dans le district de Breslau au sein de la province de Silésie.